# Un enfant doit mourir
Un enfant doit mourir (Friday's Child) est le onzième épisode de la deuxième saison de la série télévisée Star Trek. Il fut diffusé pour la première fois le 1er décembre 1967 sur la chaîne américaine NBC.
La Fédération apprend que les habitants de la planète Capella IV s'apprêtent à signer un traité avec les Klingons et dépêche Kirk pour les en dissuader. À son arrivée Kirk trouve une situation embrouillée car les Cappellans luttent également entre eux pour le pouvoir.

## Distribution

### Acteurs principaux
- William Shatner — James T. Kirk (VF : Yvon Thiboutot)
- Leonard Nimoy — Spock (VF : Régis Dubost)
- DeForest Kelley — Leonard McCoy
- James Doohan — Montgomery Scott
- George Takei — Hikaru Sulu
- Nichelle Nichols — Uhura
- Walter Koenig — Pavel Chekov

### Acteurs secondaires
- Julie Newmar - Eleen
- Michael Dante - Maab
- Tige Andrews - Kras
- Ben Gage - Akaar
- Cal Bolder - Keel
- Robert Bralver - Enseigne Grant
- Kirk Raymond - Duur
- Eddie Paskey - Lieutenant Leslie
- William Blackburn - Lieutenant Hadley
- Walter Edmiston - Voix du SS Deirdre

## Résumé
L'USS Enterprise tente de négocier avec les dirigeants de Capella IV des contrats miniers de topeline. Le docteur McCoy a vécu plusieurs mois sur la planète et connait leurs coutumes et leur langage et sait que malgré leur caractère violent et guerrier, les capellans ont un grand sens de l'honnêteté. Toutefois, immédiatement après leur téléportation, le capitaine Kirk, Spock et McCoy sont surpris de s'apercevoir qu'un émissaire Klingon est déjà arrivé. L'un des hommes de l'Enterprise ayant un comportement violent devant l'émissaire est abattu par les Capellans avec leur kligat, une arme à mi-chemin entre la dague et le boomerang.
Malgré cette arrivée houleuse, les membres de l'Enterprise sont traités comme des invités. Leur armes et leurs communicateurs leur ayant été confisqués ils sont sans moyen de pouvoir prévenir Scottie qui est responsable du vaisseau. Celui-ci reçoit un message de détresse d'un vaisseau voisin ce qui le pousse à quitter provisoirement l'orbite de la planète. Sur la planète, un piège est tendu à Kirk lorsqu'une jeune femme vient leur apporter à manger : accepter de toucher la femme d'un capellan conduit à un duel à mort. Kirk et Kras, l'émissaire klingon, sont conduits devant Akaar, le Teer, chef des capellans. Alors qu'Akaar semble vouloir accepter le marché de la fédération, Maab, le rival d'Akaar se range aux côtés du klingon. À la suite d'un duel, Akaar est tué et Maab devient le nouveau chef.
Kirk, Spock et McCoy finissent par s'enfuir avec Eleen, la veuve d'Akaar, qui enceinte, porte un enfant qui est une menace pour Maab car celui-ci sera appelé à devenir le nouveau Teer. Toutefois, Eleen est blessée et la physiologie des capellans étant différente de celle des humains, McCoy ne peut la soigner correctement. Le petit groupe réussit à rejoindre des régions montagneuses et trouve refuge dans une caverne où McCoy finit par faire accoucher Eleen. Toutefois, McCoy ayant été obligé d'effectuer des contacts physiques pour la soulager, Eleen le considère dès lors comme son mari et l'enfant comme le sien. Pendant ce temps, Scottie, Sulu, Uhura et Chekov s'aperçoivent que l'appel était un leurre destiné à les éloigner du secteur de Capella IV. À leur retour, ils se retrouvent face à un vaisseau klingon.
Eleen s'enfuit après avoir assommé McCoy et se rend auprès de Maab, prétendant que son fils est mort ainsi que les membres de l'Enterprise. Maab, Kras et leurs hommes sont attaqués par Kirk et Spock équipés d'arcs de fortunes. Toutefois, la situation s'inverse lorsque Kras menace d'attaquer le reste des Capellans. Maab se sacrifie en confrontant Kraas tandis que Scottie ainsi qu'une escouade d'hommes de l'Enterprise arrivent à la rescousse de Kirk, Spock et McCoy. Le vaisseau klingon s'est apparemment enfui devant l'Enterprise.
Eleen devient la régente de Capella IV et offre à la Fédération l'exploitation des mines. Son fils, appelé à régner se nomme Leonard James Akaar ce qui ravit McCoy et Kirk.

### Continuité
- Dans certains romans dérivées de la franchise Star Trek, Leonard James Akaar finit par rejoindre Starfleet et devenir amiral de vaisseau.
- Dans la bande dessinée The Trial of James T. Kirk l'une des charges retenue contre le personnage est d'avoir enfreint la directive première en ne laissant pas Maab tuer Eleen et son enfant, interférant avec les événements politiques d'une planète inférieure. Cela lui est aussi rappelé dans la bande dessinée The Peacekeeper Part Two: The Conclusion.